# خانة سر (مرند)
خانة سر هي قرية في مقاطعة مرند، إيران. عدد سكان هذه القرية هو 106 في سنة 2006.